# Schlagbrett

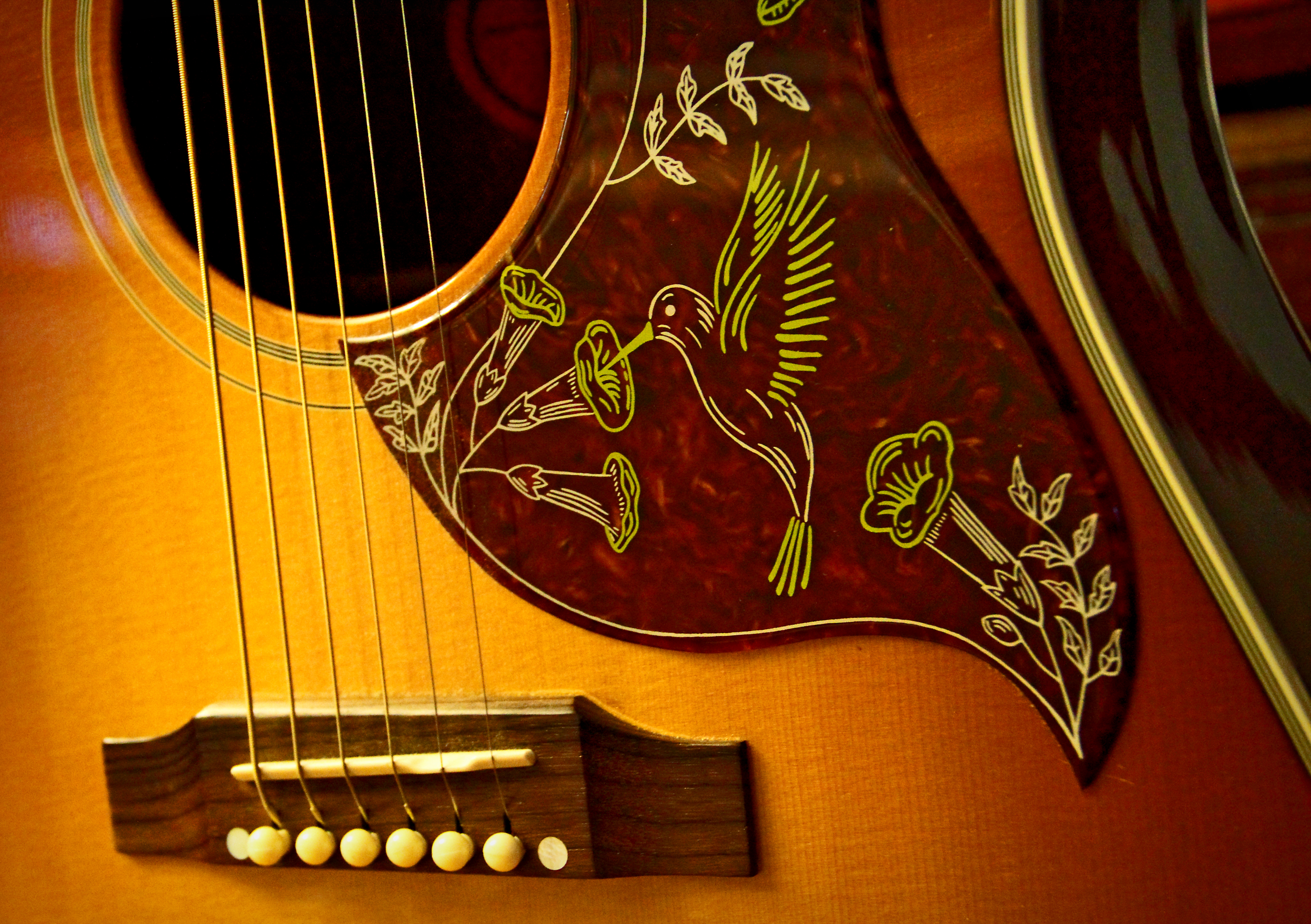
Dekoratives Schlagbrett auf einer Akustischen Gitarre.

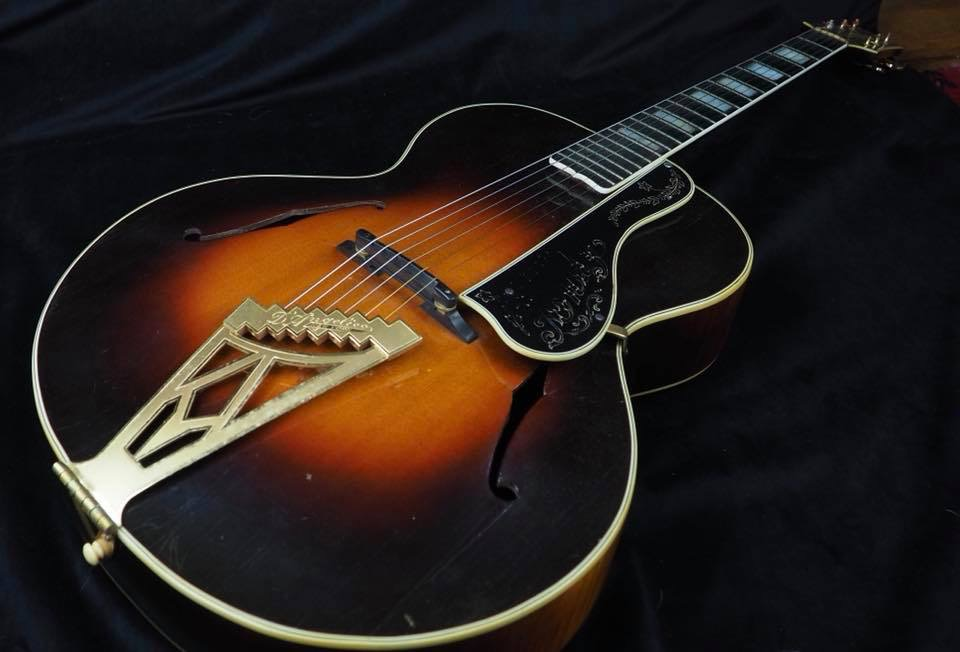
Floating Pickguard auf einer Archtop.

Ein Schlagbrett ist bei Zupfinstrumenten eine Vorrichtung zum Schutz der Decke vor Beschädigungen, die durch den Anschlag der Saiten mit einem Plektrum, wie bei der Mandoline, oder mit den Fingernägeln, wie bei der Flamencogitarre entstehen können.
Schlagbretter sind entweder bereits ein integriertes Konstruktionselement des jeweiligen Instrumententyps, oder können bei Bedarf auch nachträglich auf Instrumenten angebracht werden, die traditionell ohne diese Schutzvorrichtungen hergestellt werden, wie die Konzertgitarre.

## Pickguard

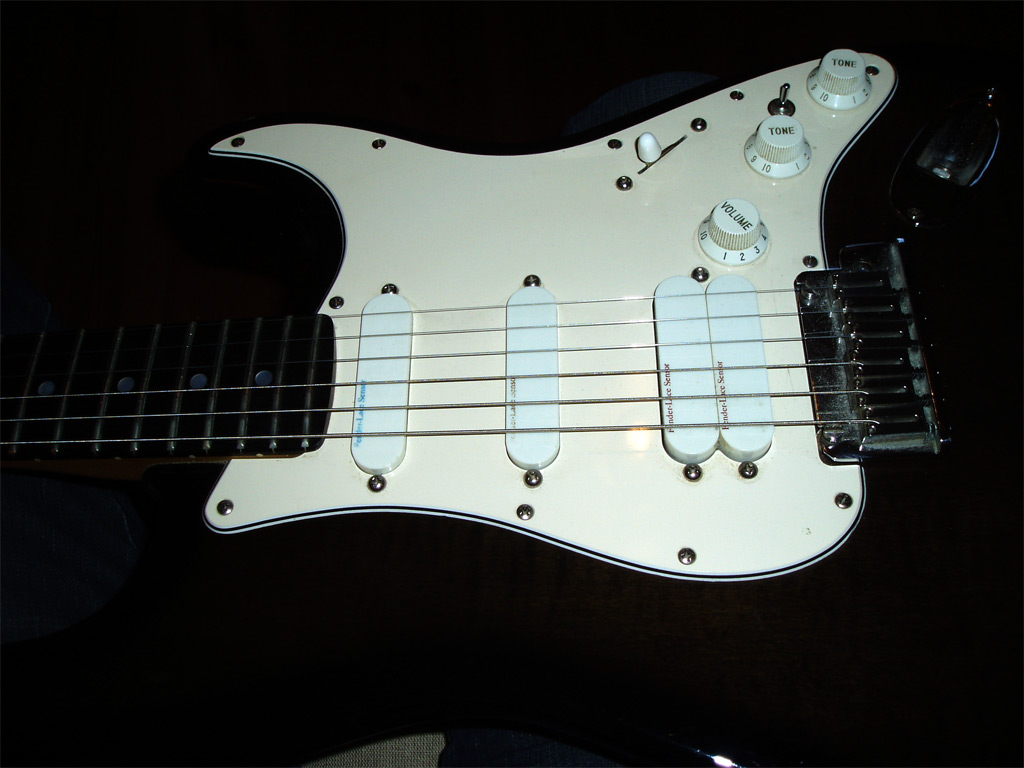
Scratchplate einer E-Gitarre der Firma Fender.

Insbesondere bei Westerngitarren, elektrischen Gitarren und Bässen haben sich auch im deutschen Sprachraum die englischen Begriffen pickguard (von englisch pick für „Plektrum“) bzw. scratchplate (von englisch scratch, deutsch „Kratzer“) eingebürgert.

### Formen
Während bei Akustischen Gitarren mit flacher Decke die meist relativ dünnen Schlagbretter direkt auf der Decke verklebt werden, erfordern Instrumente mit gewölbten Decken (Archtops) einen als floating pickguard bezeichneten Schlagschutz, bei dem die Schlagplatte mit einem Distanzhalter gleichsam „frei schwebend“ auf der Decke verschraubt wird. Bei einigen E-Gitarren-Typen bedeckt der Schlagschutz als scratchplate fast die ganze Decke, wobei ihm zugleich die Funktion zukommt, als Abdeckung und Halterung der elektronischen Bauteile des Instruments zu dienen.

## Golpeador

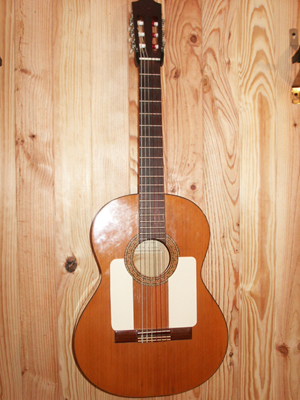
Zweiteiliger Golpeador auf einer Flamencogitarre.

Der Golpeador (plural golpeadores, von spanisch golpe, „Schlag“) ist ein Schlagschutz, der bei Flamenco-Gitarren auf der Decke über und unter dem Schallloch bzw. zwischen Steg und Schallloch verklebt wird. Der Golpeador ermöglicht es, die stiltypischen perkussiven Spieltechniken, wie Rasgueado oder Golpe zu verwenden, ohne Schäden an der Decke des Gitarrenkorpus zu verursachen.

### Formen
Frühe Formen aus dünnen Hartholzauflagen finden sich im 19. Jahrhundert bei Gitarren von José Pagés und Antonio de Torres, die möglichst klein gehalten wurden, um die Deckenschwingung nicht zu behindern. Ab der zweiten Hälfte des 20. Jahrhunderts wurde es durch die Verwendung von dünnen Schlagschutzfolien aus Kunststoff nicht nur möglich, sondern durch spieltechnische Neuerungen, wie die weiträumigeren Schlagtechniken der seit den 1950er Jahren zunehmend populären Rumba flamenca und Rumba catalana, auch erforderlich, durch Vergrößerung der Golpeadores größere Deckenflächen zu schützen.
Im Gegensatz zu den oftmals auch dekorativen Zwecken dienenden Schagbrettern auf Akustischen Gitarren mit Stahlsaiten, sind Golpeadores meist einfarbige (traditionell weiß, gelegentlich auch schwarz), oder seit Ende der 1980er Jahre überwiegend transparente, rechteckig zugeschnittene Folien. Während die im Gitarrenbau verwendeten hochwertigen Schutzfolien überwiegend aus einem Stück gefertigt sind, und somit auch den Bereich unterhalb der Saiten bedecken, sind nachträglich zu montierende, bereits vorgeschnittene Folien oftmals zweiteilig, und werden jeweils oberhalb und unterhalb des Schalllochs verklebt.